# Giamaica ai XVII Giochi paralimpici estivi
La Giamaica ha partecipato ai XVII Giochi paralimpici estivi che si sono svolti a Parigi in Francia, dal 28 agosto all'8 settembre 2024, con una delegazione di un atleta uomo, che ha gareggiato in una disciplina.

## Atletica leggera
Fonte:
| Atleta                 | Evento                      | Finale    | Finale    |
| Atleta                 | Evento                      | Risultato | Posizione |
| ---------------------- | --------------------------- | --------- | --------- |
| Theodor Rahjane Thomas | Salto in lungo T20 maschile | 6,01      | 11°       |